# 4e régiment de tirailleurs
Le 4e Régiment de Tirailleurs algériens  était une unité de l'armée de terre française qui a été créée en Algérie en 1958 pour servir dans les Territoires du Sud (Sahara algérien).

## Historique
Le poste de commandement fut d'abord à Djelfa puis à Berrouaghia près de Médéa (Algérois). Il a repris les traditions du 4e régiment de tirailleurs tunisiens (4e RTT).
Le 26 mars 1962, il participe au massacre de la rue d'Isly, à Alger, où des manifestants civils non armés anti-indépendantistes sont mitraillés à la suite d'une fusillade non élucidée.
Le régiment fut dissous le 31 mai 1962.